# Erinnerungszeichen an den 60. Geburtstag von Kronprinz Rupprecht von Bayern

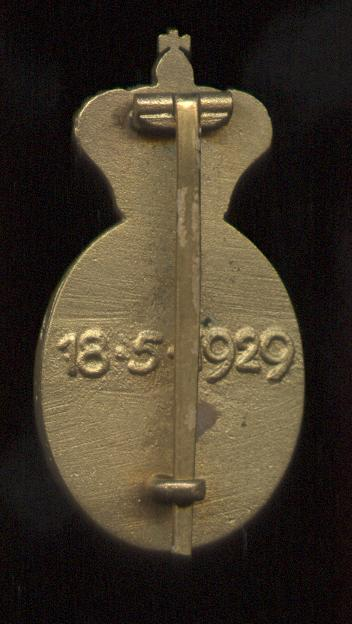
Erinnerungszeichen an den 60. Geburtstag des Kronprinzen Rupprecht von Bayern, 1929, Rückseite

Das Erinnerungszeichen an den 60. Geburtstag des Kronprinzen Rupprecht von Bayern ist eine halboffizielle, bayerische Dekoration, verliehen vom Thronprätendenten Kronprinz Rupprecht von Bayern, 1929.

## Stiftung
Die Dekoration stiftete Kronprinz Rupprecht, der im Bayern der Weimarer Zeit quasi als „König ohne Krone“ angesehen wurde, am 18. Mai 1929 „für die Vertreter der militärischen und vaterländischen Vereinigungen, sowie seine persönliche Umgebung und seinen Hofstaat“ als tragbares Erinnerungszeichen an seinen 60. Geburtstag. Der Entwurf stammt von dem Münchner Maler und Grafiker Julius Diez.

## Beschreibung
Es handelt sich um ein Steckabzeichen aus vergoldeter Messingbronze mit rückseitiger, senkrechter Scharniernadel, verliehen im Etui.  
Vorderseite: Hochovales Medaillon mit stilisiertem Lorbeerkranz, von Königskrone überragt; mittig, auf einem Rautengrund ruhend ein großes  R  (Rupprecht).
Rückseite: Datumsinschrift; 18•5•1929
Größe: 45 mm hoch, 25 mm breit 
Trageweise: Auf der rechten Brust